# Zespół chorego węzła zatokowo-przedsionkowego
Zespół chorego węzła zatokowo-przedsionkowego, choroba węzła zatokowego (ang. sick sinus syndrome, SSS, sinus node dysfunction) – grupa zaburzeń rytmu serca wynikających z niewydolności węzła zatokowo-przedsionkowego. W zespole chorego węzła szybkie rytmy zatokowe pogłębiają depresję węzła i mogą powodować następcze zahamowanie zatokowe lub nawet blok zatokowo-przedsionkowy. Pojęcie sick sinus syndrome wprowadziła Dr M. Irene Ferrer w 1968 roku. Odmianą zespołu chorego węzła zatokowo-przedsionkowego jest zespół tachykardia-bradykardia, w którym występują napadowe migotanie i trzepotanie przedsionków lub inne częstoskurcze nadkomorowe. W leczeniu stosuje się wszczepienie rozrusznika serca, które jednak nie wydłuża życia pacjentów, a jedynie łagodzi objawy.